# Derrycrag Wood
Derrycrag Wood är en skog i republiken Irland. Den ligger i grevskapet Galway och provinsen Connacht, i den centrala delen av landet, 150 km väster om huvudstaden Dublin.